# Tom Arnold (skådespelare)
Thomas Duane "Tom" Arnold, född 6 mars 1959 i Ottumwa i Iowa, är en amerikansk skådespelare och ståuppkomiker.
År 1990–1994 var han gift med Roseanne Barr.